# Younoussi Touré
Younoussi Touré (ur. 27 grudnia 1941 w Niodougou, zm. 17 października 2022 w Paryżu) – malijski polityk i bankier, od 9 czerwca 1992 do 12 kwietnia 1993 premier Mali.

## Życiorys
Uczył się w różnych szkołach w swoim regionie, ukończył studia na Uniwersytecie w Dakarze i w Szkole Technicznej Banku Francji z ekonomii. Pracował następnie od 1970 jako menedżer i dyrektor generalny (1983–1984) w Banku Centralnym Mali, następnie jako doradca szefa Centralnego Banku Państw Afryki Zachodniej (BCEAO).
Od 1992 do 1993 pełnił funkcję premiera Mali przez 10 miesięcy z ramienia ADEMA-PASJ, zrezygnował wskutek ogólnokrajowych protestów. Następnie ponownie do 1995 był doradcą szefa BCEAO. Od 1995 do 2003 zasiadał w sześcioosobowej komisji Unii Ekonomicznej i Monetarnej Państw Zachodniej Afryki (UEMOA), regulującej sprawy waluty frank CFA. W 2003 został założycielem i szefem partii Unia dla Republiki i Demokracji (URD). W 2007 wybrany w pierwszej turze do parlamentu, od września 2007 był jego wiceprzewodniczącym. Po zamachu stanu z 2012 przewodniczący parlamentu Dioncounda Traoré został tymczasowym prezydentem, a wówczas Touré zajął jego miejsce do 2013 roku. W wyborach parlamentarnych z listopada 2013 nie ubiegał się o reelekcję. W listopadzie 2013 zakończył szefowanie partii UDR.
Żonaty, ma piątkę dzieci. Odznaczony francuską Legią Honorową i malijskim Orderem Narodowym.